# Régimen de comercio de derechos de emisión de la Unión Europea
El régimen de comercio de derechos de emisión de la Unión Europea (RCDE UE, o EU-ETS por sus siglas en inglés) es el régimen multilateral de comercio de emisiones de gases de efecto invernadero más grande del mundo y un pilar principal de la política climática y medioambiental de la Unión Europea.
Bajo este régimen, cada Estado Miembro tiene un Plan Nacional de Asignación (o PNA) de Derechos de Emisión que específica una cesta de emisiones de gases de efecto invernadero para centrales eléctricas individuales y otras fuentes puntuales importantes. Cada establecimiento tiene una cantidad de "derechos" o permisos de emisión para un periodo particular (ej. 2005-2007). Para cumplir con el Plan, cada instalación puede tanto reducir sus emisiones o comprar derechos de establecimientos con un exceso de permisos. Progresivamente se prevén limitaciones más estrictas para cada nuevo periodo, que fuerza una reducción en el total de emisiones.
El RCDE-UE cubre alrededor del 45% de las emisiones de gases de efecto invernadero de la UE.
A partir de 2027, el transporte por carretera y los edificios e instalaciones industriales, que quedaron fuera del RCCDE UE, estarán cubiertos por un nuevo RCDE2 UE. Los derechos de emisiones del "antiguo" RCDE y del nuevo RCDE2 se negociarán de forma independiente. Una de las principales diferencias con respecto al RCDE es que el nuevo esquema cubrirá las emisiones de CO2 en la fase previa, es decir, los proveedores de combustible acreditados que comercialicen combustible en el mercado de la UE estarán obligados a cubrir ese combustible con derechos de emisión RCDE2. El RCDE2 cubre alrededor del 40% de las emisiones de gases de efecto invernadero de la UE.
El régimen se ha dividido en cuatro "periodos de comercio". El primer período de comercio del RCDE duró tres años, de enero de 2005 a diciembre de 2007. El segundo período de comercio fue de enero de 2008 a diciembre de 2012, coincidiendo con el primer período de compromiso del Protocolo de Kioto. El tercer período de comercio duró desde enero de 2013 hasta diciembre de 2020. En comparación con 2005, cuando se implementó por primera vez el RCDE UE, los límites propuestos para 2020 representan una reducción del 21% de los gases de efecto invernadero. Este objetivo se alcanzó seis años antes, ya que las emisiones en el ETS cayeron a 1.812 millones de toneladas en 2014.
La cuarta fase comenzó en enero de 2021 y se prolongará hasta diciembre de 2030. Las reducciones de emisiones que deben lograrse durante este período no están claras a partir de noviembre de 2021, ya que el Acuerdo Verde Europeo requiere un endurecimiento del actual objetivo de reducción del RCCDE para 2030 del -43% con respecto a 2005. La EU Commission propone, en su paquete "Fit for 55", aumentar el objetivo de reducción del RCDE para 2030 a un -61% respecto a 2005.
Los países de la UE consideran que el régimen de comercio de emisiones es necesario para alcanzar los objetivos climáticos. Un mercado de carbono sólido guía a los inversores y a la industria en su transición desde los combustibles fósiles. Un estudio de 2020 concluyó que el Régimen de Comercio de Derechos de Emisiones de la Unión Europea redujo con éxito las emisiones de CO2 a pesar de que los precios del carbono se fijaron a precios bajos. Una revisión de 13 evaluaciones de estas políticas cuantifica este efecto de reducción de emisiones en un 7%. Un estudio de 2023 sobre los efectos del RCDE UE determinó una reducción de las emisiones de carbono del orden del -10% entre 2005 y 2012, sin repercusiones en los beneficios o el empleo de las empresas reguladas. El precio de los derechos de emisión de la UE superó los 100€/tCO2. en febrero de 2023.  Un estudio de 2024 demostró además que el RCDE ha contribuido incidentalmente a reducir los niveles atmosféricos de contaminantes atmosféricos en la UE, incluidos el dióxido de azufre, las partículas finas y el óxido de nitrógeno.  Esta reducción se ha traducido en beneficios colaterales para la salud local, junto con el objetivo principal del sistema de mitigar el cambio climático.  